# Nitroglycerin
Nitroglycerin, med det kemiske navn Glyceryltrinitrat, er et yderst eksplosivt stof, som blandt andet anvendes til fremstilling af dynamit. Navnet nitroglycerin må kemisk betegnes som misvisende, for stoffet er ikke en nitroforbindelse, men i stedet en ester af glycerol og salpetersyre.

## Opfindelsen af ”sprængolie”
Nitroglycerin blev første gang fremstillet i 1846 af italieneren Ascanio Sobrero. Han opdagede den nye forbindelses eksplosive egenskaber, men anså den for i praksis at være uanvendelig som sprængstof på grund af eksplosionsfaren ved fremstilling og anvendelse. I 1850'erne og 1860'erne anvendtes nitroglycerin (”sprængolie”) imidlertid i Rusland både som ammunition og som industrisprængstof, blandt andet i guldminer. Imidlertid skete der stadig ulykker med anvendelsen af "sprængolie", både under transport og ved anvendelse.

## Egenskaber
Formel: CH2(ONO2)-CH(ONO2)-CH2(ONO2)
IUPAC-navn: 1,2,3-Tris-nitrooxy-propan
Farve: Som regel gul, men helt farveløs i ren tilstand
Tilstandsform: Tung, olieagtig væske
Tæthed: 1,60 ved 15 °C
Smeltepunkt: 13,2 °C
Molekylvægt: 227,0872
Meget følsomt og eksplosivt ved gnidning, opvarmning og gnister. Følsomheden kan beskrives ved, at nitroglycerinen for at detonere skal rammes af et lod på 2 kg, som slippes fra en højde på 4 cm eller mere.

## Dynamit
Svenskeren Alfred Nobel (1833-1896) patenterede i 1867 fremstillingen af dynamit, en stødsikker blanding af 75 % nitroglycerin, 24,5 % kiselgur og 0,5 % natriumkarbonat. Nobel opdagede nemlig, at kiselgur kunne opsuge tre gange sin egen vægt af nitroglycerin. Herved dannes en dejagtig masse, hvis ømfindtlighed over for stød og slag er begrænset. I løbet af få år udbredtes anvendelsen af dette sikkerhedssprængstof.

## Sprænggelatine
Imidlertid er kiselgur et kemisk inaktivt stof, og det kan fx ikke brænde. Derfor kan man godt sige, at nitroglycerin er 'fortyndet' med kiselgur, hvorved sprængkraften er nedsat. Nobel arbejdede derfor med at opsuge nitroglycerin i et brændbart eller måske ligefrem eksplosivt materiale, hvorved et kraftigere sprængstof ville blive dannet. I 1875 fremstillede han den såkaldte sprænggelatine ved at opløse 10 % kollodiumbomuld (nitrocellulose) i nitroglycerin. Nitroglycerin er også en af bestanddelene i en bestemt type røgsvagt krudt, det såkaldte nitroglycerinkrudt, hvor det er blandet med nitrocelluose.

## Nitroglycerin som hjertemedicin
Nitroglycerin er temmelig giftig, men anvendes medicinsk i meget små doser som hjertemedicin ved angina pectoris, hjertekrampeanfald. Hjertekramper giver smerter i hjerteregionen hos personer, hvor blodforsyningen til hjertet er nedsat, fx på grund af forkalkning i hjertets kranspulsårer. Nitroglycerin virker karudvidende og anvendes derfor ved hjerteanfald i forbindelse med legemlig anstrengelse eller sindsbevægelse. Ved et hjerteanfald anbringes en nitroglycerintablet under tungen, hvorefter stoffet langsomt frigives, eller der gives to pust af en nitroglycerinspray under tungen, hvor stoffet optages hurtigt. Nitroglycerinen er opløst i ætanol, som derefter er opsuget i et passende fyldstof. Dosis af nitroglycerin er meget lille: 0,25-0,50 mg.